# Janusz Zalewski (żeglarz)
Janusz Rajmund Zalewski (ur. 31 sierpnia 1903 w Zawierciu, zm. 6 sierpnia 1944 w Warszawie) – polski żeglarz, architekt, olimpijczyk z Berlina 1936.

## Życiorys
Reprezentant AZS Warszawa. Obrońca Warszawy w 1939. Członek Armii Krajowej (ps. „Supełek”). Uczestnik powstania warszawskiego w oddziale Kedywu „Kolegium A”. Ranny podczas zdobywania magazynów zaopatrzeniowych SS został zamordowany przez Niemców w szpitalu na Woli, do którego został przetransportowany.
Na igrzyskach olimpijskich w 1936 startował w klasie 6 metrów na jachcie „Danuta” zajmując 11. miejsce.